# Gongqing Nongchang (bondby i Kina, Heilongjiang Sheng, lat 47,57, long 130,69)
Gongqing Nongchang (kinesiska: 共青农场) är en bondby i Kina. Den ligger i provinsen Heilongjiang, i den nordöstra delen av landet, omkring 370 kilometer nordost om provinshuvudstaden Harbin. Antalet invånare är 13 502. Befolkningen består av 6 682 kvinnor och 6 820 män. Barn under 15 år utgör 10,0 %, vuxna 15-64 år 75 %, och äldre över 65 år 13,0 %.
Runt Gongqing Nongchang är det ganska glesbefolkat, med 39 invånare per kvadratkilometer. Närmaste större samhälle är Fengxiang, 9,7 km öster om Gongqing Nongchang. Trakten runt Gongqing Nongchang består till största delen av jordbruksmark.
Genomsnittlig årsnederbörd är 937 millimeter. Den regnigaste månaden är juli, med i genomsnitt 225 mm nederbörd, och den torraste är januari, med 10 mm nederbörd.